# Hydrozoanthus antumbrosus
Hydrozoanthus antumbrosus is een Zoanthideasoort uit de familie van de Hydrozoanthidae. De wetenschappelijke naam van de soort is voor het eerst geldig gepubliceerd in 2009 door Swain.